# Rinchoa
Rinchoa é uma localidade portuguesa da freguesia de Rio de Mouro, no Município de Sintra. Ocupa o espaço setentrional da freguesia, e possui como principais pontos de interesse a Casa-Museu de Leal da Câmara e o Parque Urbano de Rinchoa-Fitares. A ocupação contemporânea da zona tem as suas origens no projeto de urbanização da Quinta Grande por Tomás Leal da Câmara, que aqui se fixou em 1930.